# جرمیاس کاجیانو
جرمیاس کاجیانو (انگلیسی: Jeremías Caggiano؛ زادهٔ ۱۵ مارس ۱۹۸۳) بازیکن فوتبال اهل آرژانتین است که در پست مهاجم بازی می‌کند.
از باشگاه‌هایی که در آن بازی کرده‌است می‌توان به باشگاه فوتبال آلباسته بالومپیه، باشگاه فوتبال گنگام، باشگاه اتلتیکو ایندپندینته، و باشگاه فوتبال استودیانتس اشاره کرد.